# Parlamentsvalget i Belgien 2010
Parlamentsvalget i Belgien 2010 foregik 13. juni 2010 og var et valg til begge kamrer i Belgiens føderale parlament.

## Baggrund
Valget fandt sted bare tre år efter det forrige valg, Parlamentsvalget i Belgien 2007, til trods for at valgperioden er fire år. Det tidlige valg blev gennemført da Yves Letermes koalisionsregeringen måtte gå af da det ikke lykkedes å finde nogen løsning på valgkredsen Brussel-Halle-Vilvoorde, som strækker sig over begge sprogområder, og hele tiden har været kontroversiel. Efter at Vlaamse Liberalen en Democraten var gået ud af regeringen, indleverede Leterme sin afskedsansøgning 22. april 2010. 26. april godkendte kong Albert II Letermes afsked, og 6. maj blev det udskrevet nyvalg.
Ingen af partierne stillede op i hele landet, men kun enten i de flamsk-sproglige eller de fransksproglige valgkredse. Forandringer fra valget i 2007 var at valgalliancen mellem Christen Democratisch en Vlaams (CD&V) og Nieuw-Vlaamse Alliantie ikke længere eksisterede og de stillede til valg hver for sig. Samtidig var samarbejdet mellem Socialistische Partij Anders og VlaamsProgressieven også ophørt.

## Valgresultat
Valget medførte først og fremmest en stor fremgang for de flamske separatistiske partier N-VA og det sosialistiske parti Parti Socialiste på den fransksproglige side. De liberale partier på begge sider, Vlaamse Liberalen en Democraten og Mouvement Réformateur mistede støtte, og det gjorde også det mere ekstreme flamske separatistparti Lijst Dedecker og det højreekstreme Vlaams Belang. De fransksproglige højreekstremister i Front National tabte sine pladser i parlamentet, og det nye parti Parti Populaire fik et mandat i Repræsentantkammeret.

### Repræsentantkammeret
Valget stod om alle de 150 pladser i Belgiens repræsentantkammer.
| Parti                                      | Stemmer % | Mandater |
| ------------------------------------------ | --------- | -------- |
| Nieuw-Vlaamse Alliantie, N-VA              | 17,40%    | 27       |
| Parti Socialiste, PS                       | 13,71%    | 26       |
| Christen Democratisch en Vlaams, CD&V      | 10,85%    | 17       |
| Mouvement Réformateur, MR                  | 9,28%     | 18       |
| Socialistische Partij Anders, sp.a         | 9,24%     | 13       |
| Vlaamse Liberalen en Democraten (Åben VLD) | 8,64%     | 13       |
| Vlaams Belang, VB                          | 7,76%     | 12       |
| Centre démocrate humaniste, CDH            | 5,53%     | 9        |
| Ecolo                                      | 4,80%     | 8        |
| Groen!                                     | 4,38%     | 5        |
| Lijst Dedecker, LDD                        | 2,31%     | 1        |
| Parti Populaire                            | 1,29%     | 1        |
| Andre                                      | 4,84%     | 0        |
| Sum                                        | 100%      | 150      |

### Senatet
40 af senatets 71 pladser skulle vælges gennem direkte valg.
| Parti                                      | Stemmer % | Mandater |
| ------------------------------------------ | --------- | -------- |
| Nieuw-Vlaamse Alliantie, N-VA              | 19,61%    | 9        |
| Parti Socialiste, PS                       | 13,62%    | 7        |
| Christen Democratisch en Vlaams, CD&V      | 9,99%     | 4        |
| Socialistische Partij Anders, sp.a         | 9,48%     | 4        |
| Mouvement Réformateur, MR                  | 9,27%     | 4        |
| Vlaamse Liberalen en Democraten (Åben VLD) | 8,24%     | 4        |
| Vlaams Belang, VB                          | 7,60%     | 3        |
| Ecolo                                      | 5,46%     | 2        |
| Centre démocrate humaniste, CDH            | 5,13%     | 2        |
| Groen!                                     | 3,89%     | 1        |
| Lijst Dedecker, LDD                        | 2,02%     | 0        |
| Parti Populaire                            | 1,53%     | 0        |
| Andre                                      | 4,09%     | 0        |
| Sum                                        | 100%      | 40       |